# Macrostomum sensitivum
Macrostomum sensitivum är en plattmaskart. Macrostomum sensitivum ingår i släktet Macrostomum och familjen Macrostomidae. Inga underarter finns listade i Catalogue of Life.